# Goldene Aue

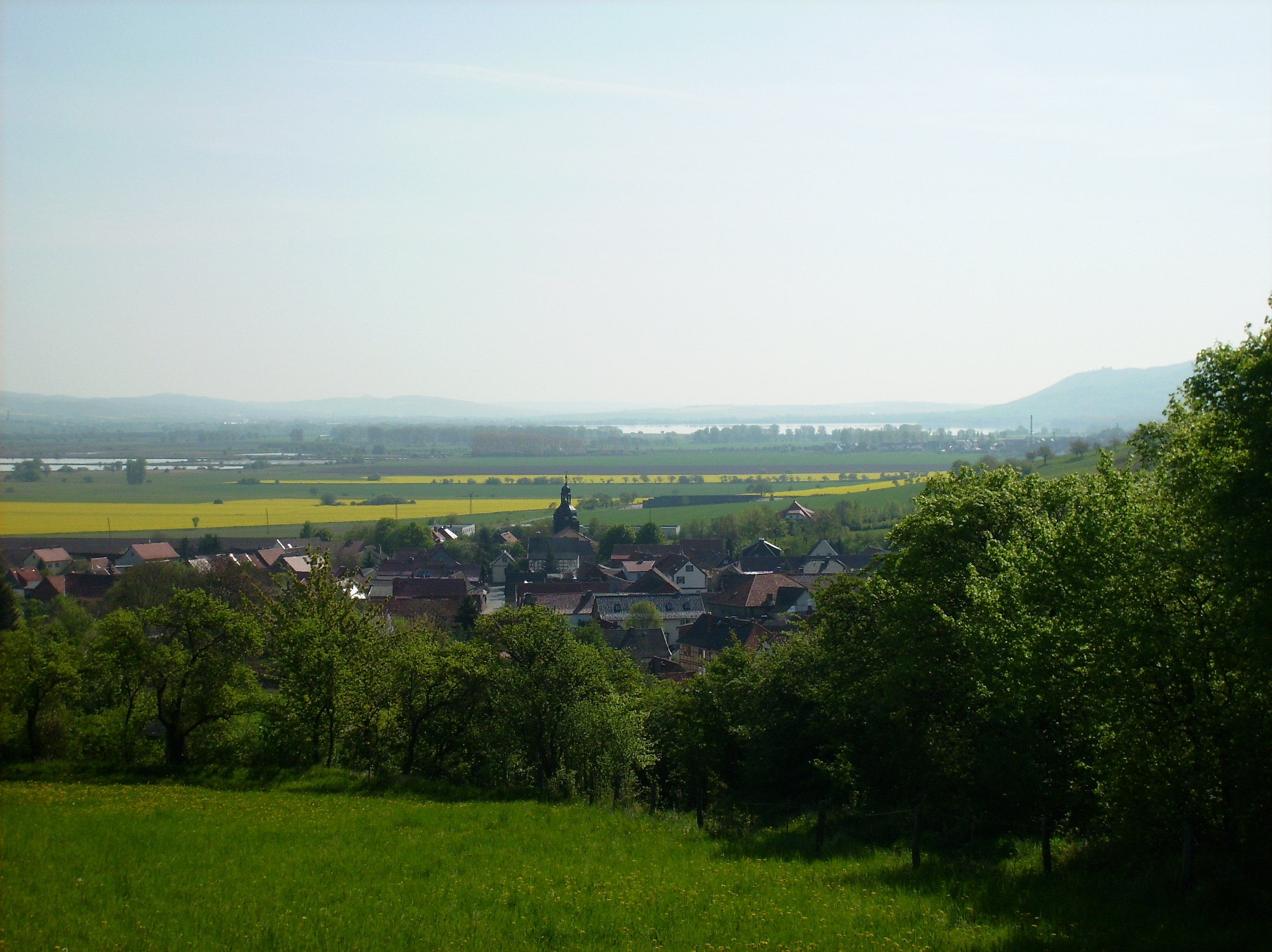
Die Goldene Aue östlich von Hamma

Die Goldene Aue (veraltet Güldene Aue) ist eine Landschaft zwischen Nordhausen und Sangerhausen im Grenzbereich von Thüringen und Sachsen-Anhalt (Deutschland).

## Lage
Die Goldene Aue erstreckt sich zwischen dem Südrand des Harzes im Norden und der Windleite und dem Kyffhäuser im Süden und wird von der Helme durchflossen. Die Goldene Aue befindet sich vollständig in deren Einzugsgebiet. Bedeutende Zuflüsse zur Helme sind die Zorge, Thyra, Leine und Gonna. Südlich von Sangerhausen schließt sich die Landschaft der Diamantenen Aue an. Die flachen Talauen der Helme, wie das Lange Rieth bei Görsbach, wechseln mit hügeligen Landschaften wie der Haardt (186 m) und der Heide (am Mittelkopf: 244 m) an seinen Rändern. Naturräumlich wird die Goldene Aue zur Gera-Unstrut-Helme-Niederung innerhalb des Thüringer Beckens (mit Randplatten) gerechnet.
Wichtige Städte in der Goldenen Aue sind die Kreisstädte Nordhausen und Sangerhausen, aber auch kleinere Städte, wie Heringen (Helme), Kelbra, Allstedt; auch Ortschaften, wie Windehausen, Uthleben, Hamma, das Europadorf Auleben, Urbach, Görsbach, Berga, Thürungen, Rossla, Tilleda, Wallhausen, Brücken, Martinsrieth, Riethnordhausen, Edersleben, Ober- und Niederröblingen, Katharinenrieth, Mönchpfiffel-Nikolausrieth, Voigtstedt, Heygendorf und viele andere. Auch gibt es sehr viele Wüstungen in der Goldenen Aue.

## Geschichte
Die mittlere und untere Goldene Aue bildeten lange Zeit einen See, der sich im Laufe der Zeit durch Schlickablagerungen und natürliche Erosionserscheinungen in ein undurchdringliches Sumpfgebiet verwandelte. Das Gebiet wurde im Mittelalter vor allem unter der Leitung des Klosters Walkenried durch hier angesiedelte Flamen trockengelegt und in fruchtbares Acker- und Weideland umgewandelt.
Die oberen 2/3 der Fläche (westlich des Sachsgrabens zwischen Wallhausen und Sangerhausen) gehörten zum mittelalterlichen thüringischen Helmegau, das untere Drittel (östlich des Sachsgrabens) zum Friesenfeld.
Ursprünglich wurde nur der Bereich um die Aumühle zwischen Görsbach und Auleben, in dem sich die Wüstung des Dorfes Langenrieth befindet, als Goldene Aue bezeichnet. Der Begriff tauchte erstmals in einer Urkunde des Klosters Walkenried auf, das 1144 in diesem Gebiet mit Kultivierungsarbeiten begonnen hatte und einen Klosterhof Ow, später Güldene Aue genannt, angelegt hatte. Von dieser Ortsbezeichnung leitete sich seit Mitte des 13. Jahrhunderts der Landschaftsname ab, als durch den erwünschten Zuzug flämischer Siedler der größte Teil der Auenlandschaft fruchtbar gemacht werden konnte.
Von Martin Luther geht die Überlieferung aus, dass der 1494 vom Pilgerzug nach Jerusalem heimkehrende Graf Botho zu Stolberg verlauten ließ: „Er nehme lieber sein Land, die Güldene Aue genannt und wollte einem andern das gelobte Land lassen.“

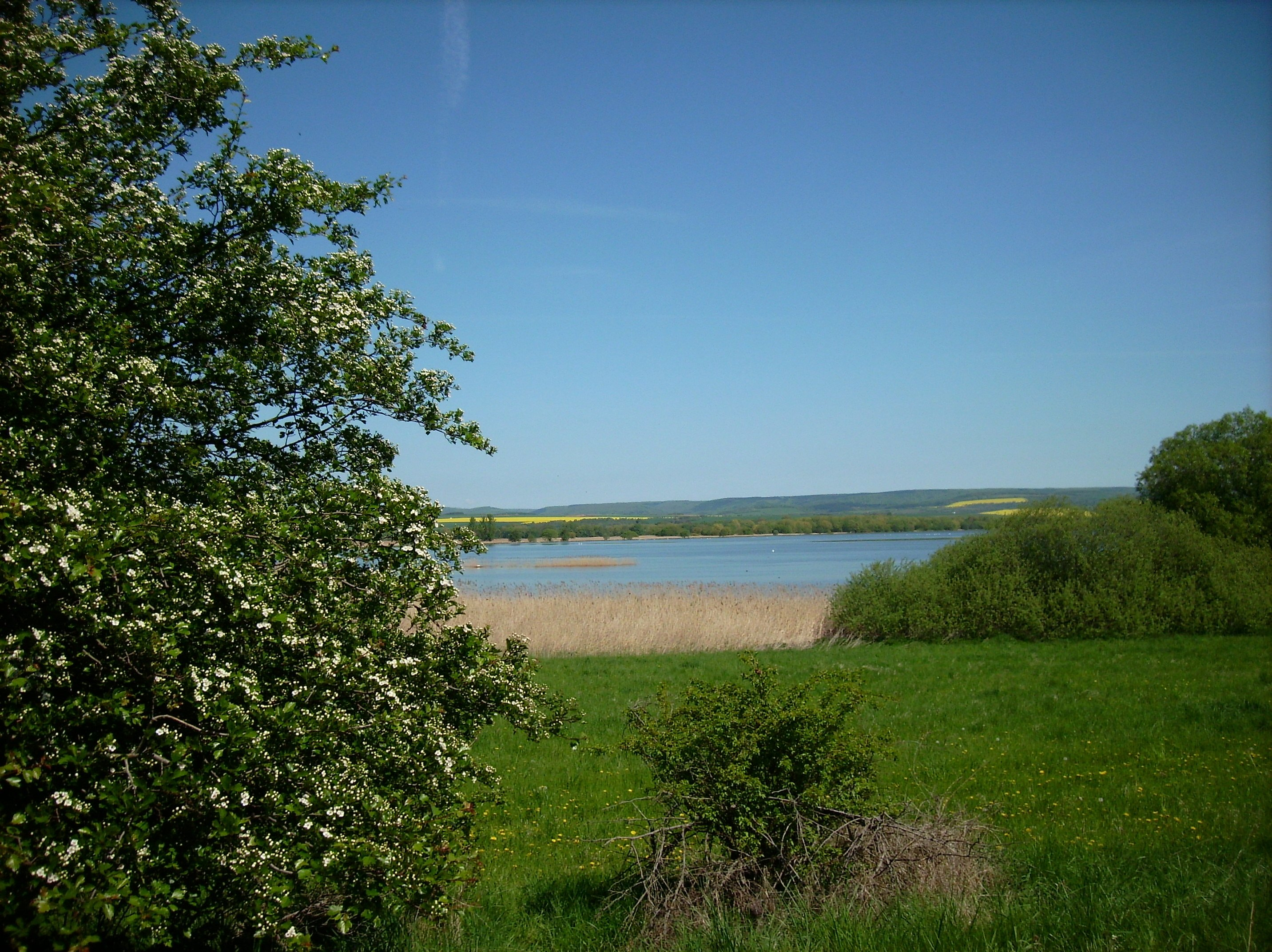
Der Stausee Kelbra von Südwesten gesehen

Heute wird unter dem Begriff Goldene Aue gewöhnlich nicht nur das mittlere, sondern oft auch das untere Helmetal verstanden. Das vorwiegend landwirtschaftlich geprägte Gebiet war bis in die 1960er Jahre durch die aus den Harzflüssen stammenden Hochwasser stark überschwemmungsgefährdet. Als Gegenmaßnahme wurde daher die 1966 fertiggestellte Talsperre Kelbra errichtet, die zusammen mit einem vorgeschalteten Hochwasserrückhaltebecken den Hochwasserschutz gewährleistet.

## Verkehr
Durch die Goldene Aue führte die Heerstraße von Nordhausen nach Merseburg. Heute wird sie in ost-westlicher Richtung von der Bundesstraße 80, der Bundesautobahn 38 und der Bahnstrecke Halle–Hann. Münden vollständig erschlossen. Am östlichen Rand beginnt die A 71 Sangerhausen–Schweinfurt. Weitere in nord-südlich quer zur Längsachse der Goldenen Aue verlaufende Bundesstraßen sind die von Nordwesten kommende Bundesstraße 243 Hildesheim – Nordhausen, die Bundesstraße 4 Kiel – Nürnberg, welche durch Nordhausen und Sondershausen führt, die in Berga beginnende und nach Passau führende Bundesstraße 85 (Bier- und Burgenstraße); und die Bundesstraße 86 von Hettstedt nach Straußfurt, welche Sangerhausen, Edersleben und Artern durchquert.

## Sehenswertes
Zu den Sehenswürdigkeiten der Goldenen Aue zählt das kleine Heimatmuseum im Humboldtschen Schloss in Auleben. Gleich daneben befindet sich das Museum „Neuer Rüxleber Hof“. Nur wenige Kilometer entfernt liegt das Schloss Heringen/Helme, bekannt durch seinen mittelalterlichen Markt. Eine weitere Besonderheit bietet Heringen. Weil der Glockenturm zweimal hintereinander bei den verheerenden Feuern vernichtet wurde, wurde die Glocke einfach neben die Kirche gestellt. Weiter östlich befinden sich die Schlossanlagen in Roßla, Wallhausen.und Allstedt.
Ein touristisches Zentrum ist rund um den Stausee Kelbra entstanden, mit Strandbad, Campingplatz und Bootshafen.
An der Südseite ist die Goldene Aue vom Kyffhäusergebirge gerahmt. Hoch oben steht die Reichsburg Kyffhausen mit dem Kyffhäuserdenkmal, ebenso die Rothenburg, von welchen man einen guten Überblick auf die Goldene Aue hat.
Am Fuß des Kyffhäusers befindet sich Tilleda mit der wiederaufgebauten Pfalz Tilleda, ebenso die Kleinstadt Kelbra, mit der Kelbraer Burg, dem Heimatmuseum in der Alten Pfarre und dem Fachwerk-Rathaus von 1770.
Alle Dörfer um die Goldene Aue herum haben schöne alte Fachwerkhäuser, alte Dorfkirchen, typische Bauernhöfe und Rittergüter mit alten Scheunen und Ställen.

## Natur
Bekannt ist das Europadorf Auleben auch durch die naheliegende Gipskarstlandschaft, mit einer recht einmaligen Flora und Fauna, die in dieser Zusammensetzung schützenswert ist. Zur Zeit der Vogelzüge kann man am nahegelegenen Stausee Kelbra viele Vögel beobachten, weil der Stausee ein sehr geeigneter Rastplatz ist.
Folgende Schutzgebiete befinden sich im Bereich der Goldenen Aue:
- NSG Schloßberg-Solwiesen östlich von Auleben, welstlch von Kelbra (Teile davon seit 1928)
- Vogelschutzgebiet Helmestausee Berga-Kelbra in Sachsen-Anhalt und das
- Vogelschutzgebiet Kyffhäuser-Badraer Schweiz-Helmestausee im benachbarten Thüringen
- Internationales Ramsar Schutzgebiet 176 Helmestausee Berga-Kelbra (Seit 1978)

Vom Europadorf Auleben und auch Hamma führen viele Wege über den im Süden gelegenen Bergrücken der Windleite nach Sondershausen.
Der Boden besteht insbesondere aus Braunerde, teilweise verbunden mit Regosol und Pararendzina. Er ist mit einer Ackerzahl von 80 bis 100 sehr fruchtbar.

### Geologische Sehenswürdigkeiten
- Karstquelle/Spring Gründelsloch bei Kindelbrück (an die Oberfläche tretender Höhlenbach)
- Schauhöhle Barbarossahöhle (Gipshöhle, genauer Anhydrit-Höhle) im Kyffhäusergebirge
- Hungersee (Breitungen), ein episodischer See (früher auch als periodischer See betitelt) am Nordrand der Goldenen Aue bei Breitungen
- Bauerngraben (Harz) (auch: Hungersee) bei Agnesdorf, episodischer See.
- Schauhöhle Heimkehle (Gipshöhle) in Uftrungen am Nordrand der Goldenen Aue
- Unstrutdurchbruch Thüringer Pforte bei Sachsenburg